# 1951 في اليابان
فيما يلي قوائم الأحداث التي وقعت خلال عام 1951 في اليابان.

## كتب
من الكتب التي صدرت هذه السنة في اليابان:
- 1 يناير – سيد الغو من تأليف ياسوناري كواباتا.

## مواليد

### يناير
- 5 يناير – كازوكو سوماتسو لاعبة كرة مضرب يابانية.
- 29 يناير – هيروشي كاتو لاعب كرة قدم ياباني.

### فبراير
- 5 فبراير – ريوسيه ناكاو
- 9 فبراير – ميتسورو أداتشي مانغاكا ياباني.
- 23 فبراير – شيغيفومي موري

### أبريل
- 2 أبريل – موريتيرو أويشيبا
- 4 أبريل – تاكانوري أريساوا ملحن ياباني.
- 15 أبريل – تشوإيهإي ساتو لاعب كرة قدم ياباني.
- 16 أبريل – تاكازومي كاتاياما متسابق دراجات نارية كوري جنوبي.

### مايو
- 16 مايو – أونشو إيشيزوكا

### يونيو
- 28 يونيو – كازومي تاكادا لاعب كرة قدم ياباني.
- 30 يونيو – هيروشي يوشيكاوا عالم اقتصاد ياباني.

### يوليو
- 7 يوليو – شيجيمي إيشي لاعب كرة قدم ياباني.
- 27 يوليو – كازو سايتو لاعب كرة قدم ياباني.

### أغسطس
- 8 أغسطس – مامورو أوشي
- 24 أغسطس – ماساشي كودو ملاكم ياباني.
- 25 أغسطس – إيكويا ساواكي مؤدّي صوت ياباني.

### أكتوبر
- 7 أكتوبر – ناتسو كيرينو كاتبة يابانية.
- 23 أكتوبر – ماساكو سين

### نوفمبر
- 8 نوفمبر – مينورو إينابا ممثل ياباني.

### ديسمبر
- 13 ديسمبر – جيرو آسادا كاتب ومؤلف ياباني.

## وفيات

### يناير
- 10 يناير – يوشيو نيشينا (مواليد 1890) فيزيائي ياباني.

### مارس
- 10 مارس – كيجيورو شيديهارا (مواليد 1872) سياسي ياباني.

### مايو
- 17 مايو – الإمبراطورة تيميه (مواليد 1884)

### أكتوبر
- 5 أكتوبر – نياهي اوديرا (مواليد 1874)